# 3:10 to Yuma (1957)
3:10 to Yuma (bra: Galante e Sanguinário) é um filme estadunidense de 1957 do gênero faroeste, dirigido por Delmer Daves.
Este filme teria um remake homônimo em 2007, dirigido por James Mangold.

## Sinopse
Dan Evans é um criador de gado do Arizona, atormentado pela seca que assola as pastagens. Ele e seus dois filhos pequenos assistem o bando de Ben Wade assaltar uma diligência e fugir com o ouro roubado. Na fuga o bando rouba também seus cavalos, mas Dan prefere não reagir. Quando Dan vai até a cidade de Bisbee pedir um empréstimo ao delegado, ele fica sabendo que Ben Wade foi preso, por ficar para trás cortejando uma garota.
O delegado sabe que a gangue tentará libertar Ben, então ele quer retirá-lo logo da cidade. Ele analisa três opções para onde possa levá-lo e arma um ardil para enganar os bandidos. O delegado pede dois voluntários para levar Ben até Contention City, onde o comboio que se dirige para Yuma fará uma parada às 15 horas e 10 minutos, ou seja, às 3 e 10, enquanto ele finge ir em outra direção. Apenas Charles, um bêbado pouco confiável, aceita. Então, o dono do ouro roubado oferece 200 dólares para quem mais se apresentar. Dan, desesperado por não ter conseguido o empréstimo, concorda em ser o segundo voluntário.
Dan, Ben, Charles e Butterfield (o dono do ouro) chegam ao hotel da cidade de Contention. Os bandidos logo ficam sabendo que Ben está ali e sete deles chegam à cidade. Butterfield não consegue convencer mais ninguém para ajudá-los e Dan fica tentado a aceitar a proposta em dinheiro do bandido cativo para ajudar a família e escapar da situação desesperadora, mas o final revelará-se supreendente.

## Elenco
- Glenn Ford como Ben Wade
- Van Heflin como Dan Evans
- Felicia Farr como Emmy
- Leora Dana como Alice Evans
- Henry Jones como Alex Potter
- Richard Jaeckel como Charlie Prince
- Robert Emhardt como Mr. Butterfield
- Sheridan Conerate
- George Mitchell como Mac
- Robert Ellenstein
- Ford Rachey como delegado de Bisbee
- Barry Curtis
- Jerry Hartleben
- Johnny Whitworth